# Образовательный комплекс полиции Армении
Образовательный комплекс полиции Республики Армения (арм. Հայաստանի Հանրապետության Ոստիկանության կրթահամալիր) — высшее учебное заведение в Ереване, Армения, находящееся в составе Министерства внутренних дел Армении.

## История
Создан в советское время как Высшие курсы МВД СССР. В независимой Армении именовался Высшей школой милиции (арм. Միլիցիայի բարձրագույն դպրոց), Высшей школой МВД (ՆԳՆ բարձրագույն դպրոց), Академией МВД (ՆԳՆ ակադեմիա) и Полицейской академией РА (ՀՀ Ոստիկանության ակադեմիա). С 2011 года носит название Образовательный комплекс полиции Армении.

## Описание
Включает в себя следующие учреждения:
- Академия, оказывающая высшее образование и включающая факультеты юриспруденции и заочного обучения, 6 кафедр и отделение магистратуры;
- Колледж, оказывающий средне специальное образование и включающий факультет среднего профессионального образования полиции и 5 кафедр;
- Учебный центр, оказывающий начальное профессиональное образование и включающий отдел начальной профессиональной подготовки и 2 филиала;
- Факультет переподготовки и аттестации, оказывающий дополнительное образование[1].

## Начальники
- Рафаэль Асланян (1991—1992)
- Сергей Мкртчян (1992—1993)
- Ашот Григорян (1993—1994)
- Варужан Мелконян (1994—1995)
- Ара Осканян (1995—1997)
- Ашот Гндоян (1997—2009)
- Оганес Варьян[арм.] (2009—н. в.)